# Proenza Schouler
Proenza Schouler és una firma novaiorquesa d'accessoris i roba per a dona. Fundada l'any 2002 pels dissenyadors Jack McCollough i Lazaro Hernandez. El nom de la marca és la combinació dels cognoms de soltera de les mares dels dissenyadors. Jack McCollough i Lazaro Hernandez es van conèixer estudiant a la Parsons The New School for Design, que van col·laborar junts per a la seva tesi, la qual va acabar sent la primera col·lecció oficial del duo com Proenza Schouler.